# Mushkapat
Mushkapat (in armeno Մուշկապատ?, in azero Müşkapat) è una comunità rurale del distretto di Xocavənd, in Azerbaigian, fino al 2024 appartenente alla regione di Martuni nella repubblica dell'Artsakh (fino al 2017 denominata repubblica del Nagorno Karabakh).
Nel 2005 contava poco più di trecento abitanti e sorge in zona collinare e boscosa, non lontana dalla strada che collega Martuni all'ex capitale dell'Artsakh Step'anakert.